# Xenopus itombwensis
Xenopus itombwensis es una especie de anfibio anuro de la familia Pipidae.

## Distribución geográfica
Esta especie es endémica de la provincia de Kivu del Sur en la República Democrática del Congo. 
Se encuentra a 2200 m sobre el nivel del mar.

## Etimología
El nombre de su especie, compuesto de itombw y el sufijo latín -ensis, significa "que vive, que habita", y le fue dado en referencia al lugar de su descubrimiento, el Macizo de Itombwe.

## Publicación original
- Evans, Carter, Tobias, Kelley, Hanner & Tinsley, 2008 : A new species of clawed frog (genus Xenopus) from the Itombwe Massif, Democratic Republic of the Congo: implications for DNA barcodes and biodiversity conservation. Zootaxa, n.º 1780, p. 55-68.[4]